# اپی یودو
اِپیدِمه فِرایدِی «اِپی» یودو (زاده ۲۰ می ۱۹۸۷) بازیکن حرفه‌ای آمریکایی شاغل در تیم فنرباغچه استانبول در سوپرلیگ ترکیه و یورو لیگ است.
او در مسابقات دبیرستان‌های آمریکا برای تیم Edmond Santa Fe بازی می‌کرد و در ncaa در تیم بایلر توپ زد و در سال ۲۰۱۰ به عنوان انتخاب ششم در درفت ان بی ای توسط گلدن استیت واریرز
انتخاب شد.
با پهنای دست ۷ فوت و ۴ اینچ، او بهترین بلاک شات‌کننده در مسابقات همایش ۱۲تای بزرگ در فصل ۲۰۰۹–۲۰۱۰ شد. او همچنین با تیم میشینگان در فصل ۲۰۰۷–۲۰۰۸ در این مسابقات حاضر بود و میانگین ۲٫۹ بلاک را ثبت کرد. او دو بار در تیم منتخب اروپا حضور داشت و همراه تیم فنرباغچه استانبول به قهرمانی یورو لیگ در سال ۲۰۱۰ دست یافت و به عنوان MVP یورولیگ انتخاب شد.

## سابقه دانشگاهی
یودو سه فصل در ان‌سی‌ای‌ای (دوبار با میشینگان و یک بار با بایلر) میانگین ۸٫۴ امتیاز و ۶٫۳ ریباند و ۱٫۵ پاس منجر به گل و ۲٫۸ بلاک را در ۱۰۳ بازی به ثبت رسانید. در فصل ۱۰–۲۰۰۹، توانست عناوین بزرگترین ۱۲ بازیکن تاریخ در تیم دوم و بهترین ۱۲ بازیکن دفاعی و بهترین ۱۲ بازیکن جدید فصل و بهترین ۱۲ بازیکن تازه‌کار تاریخ و چند عنوان دیگر را کسب کند.
در ۱۳ آوریل ۲۰۱۰، او برای درفت ان بی ای اعلام شد که آخرین سال حضور او در ان‌سی‌ای‌ای نیز بود.

## سابقه حرفه ای

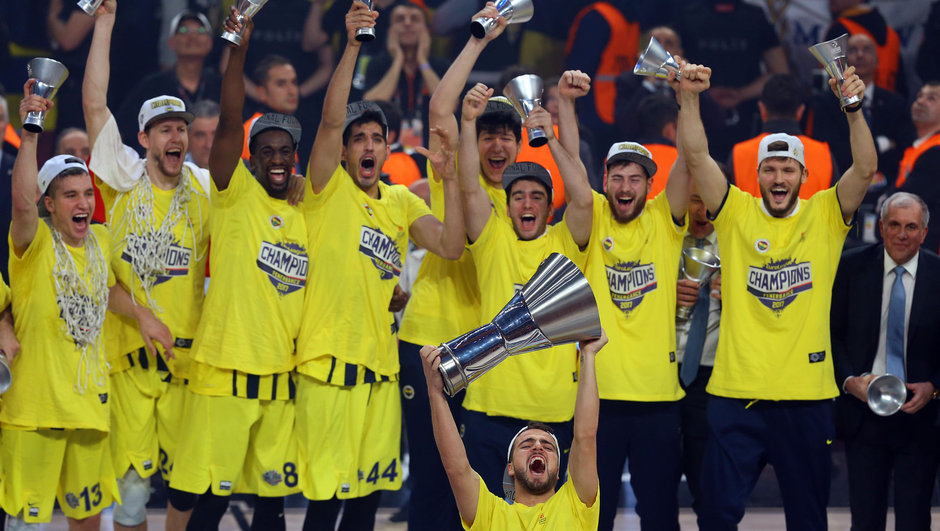
قهرمانی اپی یودو در فصل 2016 یورولیگ.

یودو در درفت ۲۰۱۰ ان بی ای توسط تیم گلدن استیت واریرز در پیک ششم انتخاب شد. به علت مصدومیت، یودو تا تاریخ ۱۱ دسامبر ۲۰۱۱ نتوانست اولین حضور خود را در اتحادیه ملی بسکتبال به ثبت برساند تا زمانی که در سه دقیقه پایانی بازی مقابل میامی هیت قرار گرفت و اولین دو امتیازی خود را در اتحادیه ملی بسکتبال ثبت کرد.
در ۲۱ نوامبر ۲۰۱۱ و در زمان  تحریم ان بی ای در سال ۲۰۱۱، او به تیم خورشیدهای هرتزیلا اسرائیل پیوست. در دسامبر ۲۰۱۱، یودو پس از انجام یک بازی برای تیم خورشیدهای هرتزیلا که در آن ۲۲ امتیاز و ۱۶ ریباند و ۳ پاس منجر به گل و ۴ بلاک ثبت کرد به واریرز بازگشت.
در ۱۳ مارس ۲۰۱۲، یودو همراه با مونتا الیس و وام بِرَون در ازای اندرو بوگوت و استیون جکسون به میلواکی باکس فروخته شد.
در تاریخ ۳ سپتامبر ۲۰۱۴، یودو به لس آنجلس کلیپرز پیوست. طی ۳۳ بازی در این فصل، او نتوانست زمان بازی برای تیمش را حفظ کند و به بازیکن تعویضی تبدیل شد.
در تاریخ ۲۸ ژوئیه ۲۰۱۵، یودو با قراردادی ۱ ساله به تیم فنرباغچه استانبول پیوست. در فصل اول حضورش در این تیم، بازیکن اصلی ترکیب تیم و یکی از بهترین‌های تیمش بود. فنرباغچه همراه یودو در این فصل، با پیروزی ۶۷–۶۵ بر Darüşşafaka، قهرمان کاپ بسکتبال ترکیه شد. همچنین در این فصل فنرباغچه به فینال یورولیگ رسید ولی در وقت اضافه ۱۰۱–۹۶ بازی را به زسکا مسکو واگذار کرد. طی ۲۷ بازی یورو لیگ، یودو میانگین ۱۲٫۶ امتیاز و ۵٫۱ ریباند را ثبت کرد. در پایان فصل ۲۰۱۵–۲۰۱۶، فنرباغچه قهرمان سوپرلیگ ترکیه نیز شد.
در تاریخ ۱۱ ژوئیه ۲۰۱۶، یودو قراردادش را به مدت ۲ سال با فنرباغچه تمدید کرد. در فصل ۲۰۱۶–۲۰۱۷، یودو به همراه فنرباغچه قهرمان یورو لیگ شد. او همچنین به دلیل عملکرد درخشانش در فینال مسابقات یورو لیگ، به عنوان MVP یورولیگ دست یافت. او در تاریخ ۱۴ ژوئیه ۲۰۱۷ برای پیوستن به تیمی از اتحادیه ملی بسکتبال از تیم فنرباغچه جدا شد.
در او تاریخ ۲۱ ژوئیه ۲۰۱۷ با قراردادی ۲ ساله به ارزش ۶٫۵ میلیون دلار به یوتا جاز پیوست.

## زندگی شخصی
یودو پسر یک خانوادهٔ نیجریه ای است، نام مادرش «آلیس» و نام پدرش «سم یودو» است، او یک برادر بزرگتر به نام «ادی» و دو خواهر کوچکتر به نام‌های «استر» و «سفون» دارد.